# Districtul Les Mamelles
Les Mamelles este un district  în Seychelles ce cuprinde o serie de insulițe localizate la est de insula Mahé.